# Apteronotus cuchillo
Apteronotus cuchillo és una espècie de peix pertanyent a la família dels apteronòtids.

## Descripció
- Pot arribar a fer 39 cm de llargària màxima.
- 175-191 radis tous a l'aleta anal.[5][6]

## Reproducció
Un sol mascle es reprodueix amb diverses femelles i els ous són dipositats sobre el substrat.

## Hàbitat
És un peix d'aigua dolça, bentopelàgic i de clima tropical.

## Distribució geogràfica
Es troba a Sud-amèrica: conca del llac Maracaibo i Colòmbia (els rius Catatumbo i Baudo).

## Observacions
És inofensiu per als humans.